# Gemeiner Breirindenpilz
Der Gemeine Breirindenpilz (Peniophorella praetermissa, Syn. Hyphoderma praetermissum, Peniophorella pertenuis, Peniophorella torquata) ist eine Pilzart aus der Klasse Agaricomycetes mit unklarer Familienzugehörigkeit.

## Merkmale
Der Pilz bildet ausgebreitete, dünnhäutige Fruchtkörper, die am Substrat fest anhaften. Der Rand ist nicht faserig. Die Oberfläche ist glatt und von rein weißer Farbe, später mehr oder weniger gelblich bis hell ockerfarben. Im trockenen Zustand ist sie ein wenig aufgerissen.
Die Hyphenstruktur ist monomitisch, die Hyphen selbst sind hyalin und stark verzweigt. An den Septen befinden sich Schnallen. Inkrustierte Hyphidien sind nicht vorhanden. Die dünnwandigen Leptozystiden sind 50 bis 100 Mikrometer lang und acht bis zwölf Mikrometer breit. Sie sind glatt oder an der Spitze locker inkrustiert und manchmal kopfig geformt. Selten sind Stephanozysten vorhanden; Lampro- und Echinozystiden fehlen. Die Sporen sind zylindrisch geformt, auf einer Seite abgeflacht, selten etwas eingedrückt, farblos, glatt und messen 7–12 × 4–5,5 Mikrometer.

## Artabgrenzung
Der Gemeine Breirindenpilz ist sehr variabel. Häufigkeit, Größe und Art der Inkrustationen als auch die Zahl der Stephanozysten sind sehr veränderlich. Daher ist es auch für Kenner manchmal zumindest schwierig diese und verwandte, nur mikroskopisch bestimmbare Arten, zu trennen.

## Ökologie
Der Pilz ist vor allem in Buchen- und Buchen-Tannen-Wäldern zu finden. Daneben ist er unter anderem in Schwarzerlen-Bruch-, Eschen-Schwarzerlen- und Stieleichen-Feldulmen-Auwäldern anzutreffen. Er besiedelt dabei morsche Stämme, Äste und Zweige von Laub- und Nadelbäumen unterseits oder seitlich, manchmal auch ältere Holzpilze. Die Fruchtkörper sind im Frühjahr und im Herbst zu finden. Bei feuchtem, milden Wetter auch über das ganze Jahr.

## Verbreitung
Der Gemeine Breirindenpilz ist in der Holarktis, in Südafrika und in Südostasien verbreitet. In der Holarktis ist er meridional bis temperat anzutreffen und ist so in den USA, Europa und im Iran nachgewiesen. In Europa ist er atlantisch bis eumitteleuropäisch verbreitet. So ist er von Frankreich im Westen bis Polen im Osten sowie südwärts bis nach Österreich und nach Norden bis zu den Hebriden, den Shetland-Inseln und Norwegen zu finden. Außerdem ist der Pilz auf den Kanarischen Inseln anzutreffen. In Deutschland reicht das Gebiet vom Hochrhein und den Bayerischen Alpen bis zur dänischen Grenze, wo er verstreut vorkommt. Durch klimatische Abweichungen ergeben sich regionale Verdichtungs- und Auflockerungsgebiete.